# 프란스 닐센
프란스 닐센(덴마크어: Frans Nielsen, 1984년 4월 24일~)은 덴마크의 아이스하키 선수로 현역 시절 포지션은 센터이다. 내셔널 하키 리그(NHL)의 뉴욕 아일런더스와 디트로이트 레드윙스 소속으로 뛰었으며, NHL에서 활동한 최초의 덴마크 국적 선수이다.

## 수상
- 덴마크 리그 우승(2000-01)
- 독일 리그 우승(2021-22)
- 덴마크 리그 신인상(2000-01)
- NHL 올스타(2017)